# Alexander Kuhn
Alexander „Sandi“ Kuhn (* 5. Februar 1981 in Schwäbisch Gmünd) ist ein deutscher Musiker des Modern Jazz (Saxophon und Komposition).

## Leben
Kuhn begann seine musikalische Karriere in frühen Jahren am Klavier, bevor er im Alter von zwölf Jahren das Saxophon für sich entdeckte. Er studierte zunächst an der Universität Tübingen Englisch und Politikwissenschaft. 2004 studierte er am Berklee College of Music in Boston Saxophon bei Joe Lovano, Bill Pierce und Frank Tiberi. 2010 schloss er sein Jazz- und Popularmusikstudium an der Staatlichen Hochschule für Musik und Darstellende Kunst Stuttgart bei Bernd Konrad mit Bestnote ab. Von 2011 bis 2012 absolvierte er als Stipendiat der Kunststiftung Baden-Württemberg und des Deutschen Akademischen Austauschdienstes (DAAD) sein Masterstudium am Queens College in New York bei Antonio Hart, John Ellis und Michael Mossman.
2009 gründete er die Band KuhnStoff, um seine eigenen musikalischen Ideen zu verwirklichen. Seine Debüt-CD Being Different (Personality Records) wurde 2011 veröffentlicht und erhielt von der Fachpresse große positive Resonanz. Das Magazin Jazz thing bezeichnet die Platte als „viel versprechendes Debüt“ und das Jazz Podium bescheinigt ein Album, „das den Hörer von der ersten bis zur letzten Minute in seinen Bann zieht“. 2013 erschien mit The Ambiguity of Light (Jazz'n'Arts Records) sein zweites Album, für das er eine neue internationale Band mit Musikern aus Korea, den Niederlanden und Deutschland formte – die Sandi Kuhn Group. Das Jazz Podium hörte „zarte, kohärente Klänge von geradezu magischer Sogkraft“. 2022 erschien sein viertes Album Meandering, auf dem er mit seiner Band aus Volker Engelberth, Jens Loh und Axel Pape auf Pfaden seiner Heimatstadt unterwegs ist.
Kuhn gehört auch zur Band von Barbara Bürkle, zum Boston Collective und mit Adrian Mears zur Generations Unit. Er ist auch auf Alben von Gee Hye Lee, Paul Eidner und Axel Kühns Kühntett zu hören.
Seit 2012 unterrichtet Kuhn an der Staatlichen Hochschule für Musik und Darstellende Kunst in Stuttgart.

## Preise und Auszeichnungen
Mit der Band Kühntett gewann Kuhn den im Jahr 2009 erstmals vergebenen Europäischen Burghauser Nachwuchsjazzpreis und stand im Finale der internationalen Hoilaart Jazz Competition in Belgien. Im Jahr 2013 wurde er mit dem Jazzpreis des Landes Baden-Württemberg ausgezeichnet.